# Olivier Jäckle
Olivier Jäckle (7 gennaio 1993) è un calciatore svizzero, difensore dell'Aarau.

## Carriera

### Club
Fa il suo esordio nella massima serie svizzera con la maglia dell'Aarau durante la stagione 2013-2014.

### Nazionale
Gioca la sua prima partita con la Svizzera Under-21 il 26 marzo 2013 in occasione della partita amichevole contro la Germania Under-21 (partita persa per 3-2).

## Palmarès
- Challenge League: 1

Aarau: 2012-2013